# Mezio e Moura Morta
Mezio e Moura Morta (oficialmente: União das Freguesias de Mezio e Moura Morta) é uma freguesia portuguesa do município de Castro Daire, com 22,65 km² de área e 532 habitantes (censo de 2021). A sua densidade populacional é 23,5 hab./km².

## História
Foi constituída em 2013, no âmbito de uma reforma administrativa nacional, pela agregação das antigas freguesias de Mezio e Moura Morta e tem a sede em Mezio.

## Demografia
A população registada nos censos foi:
| Distribuição da População por Grupos Etários | Distribuição da População por Grupos Etários | Distribuição da População por Grupos Etários | Distribuição da População por Grupos Etários | Distribuição da População por Grupos Etários | Distribuição da População por Grupos Etários |
| -------------------------------------------- | -------------------------------------------- | -------------------------------------------- | -------------------------------------------- | -------------------------------------------- | -------------------------------------------- |
| Antes da agregação                           |                                              |                                              |                                              |                                              |                                              |
| Ano                                          | 0-14 anos                                    | 15-24 anos                                   | 25-64 anos                                   | >= 65 anos                                   | Total                                        |
| 2001                                         | 134                                          | 102                                          | 320                                          | 115                                          | 671                                          |
| 2011                                         | 100                                          | 91                                           | 292                                          | 135                                          | 618                                          |
| Após a agregação                             |                                              |                                              |                                              |                                              |                                              |
| Ano                                          | 0-14 anos                                    | 15-24 anos                                   | 25-64 anos                                   | >= 65 anos                                   | Total                                        |
| 2021                                         | 56                                           | 77                                           | 273                                          | 126                                          | 532                                          |